# Таш-Булак (Сайпидин-Атабековский айылный аймак)
Таш-Булак (кирг. Таш-Булак) — село в Сузакском районе Джалал-Абадской области Кыргызстана. Входит в состав Сайпидин-Атабековского айылного аймака.

## География
Село расположено в юго-восточной части области, на расстоянии приблизительно 13 километров (по прямой) к востоку от села Сузак, административного центра района.

## Население
Согласно оценочным данным Национального статистического комитета Кыргызской Республики, численность населения села на начало 2023 года составляла 166 человек.
| год     | 2009 | 2014 | 2015 | 2020 | 2021 | 2023 |
| ------- | ---- | ---- | ---- | ---- | ---- | ---- |
| человек | 50   | 65   | 56   | 58   | 58   | 166  |